# Heterusia morvena
Heterusia morvena là một loài bướm đêm trong họ Geometridae.